# 荘孝次
荘 孝次（しょう こうじ、1927年7月12日- 2007年5月10日 ）は、日本の経営者。ニコン社長、会長を務めた。

## 来歴・人物
東京都出身。1945年に東京高等師範学校附属中学校（現・筑波大学附属中学校・高等学校）を卒業。1952年に東京帝国大学工学部精密工学科を卒業し、同年に日本光学工業(のちのニコン)に入社。1981年6月に取締役に就任し、1983年6月に常務を経て、1987年6月に副社長に就任し、1989年6月に社長に昇格。1993年6月に会長に就任し、1997年6月から相談役を務めた。
1997年11月に勲三等旭日中綬章を受章した。
2007年5月10日、肺癌のために死去。79歳没。